# Ecnomus ellipticus
Ecnomus ellipticus is een schietmot uit de familie Ecnomidae. De soort komt voor in het Oriëntaals gebied.